# Bohumil Gregor
Bohumil Gregor (Praga, 14 de juliol de 1926 – Praga, 4 de novembre de 2005) fou un director d'orquestra txec.
Va estudiar contrabaix al Conservatori de Praga. Va fer el seu debut en la direcció el 26 d'octubre de 1947, al Divadlo 5. května (Teatre del Cinquè de maig, ara l'Òpera Estatal de Praga). Va dirigir al Teatre Estatal de Brno (1949–1951), al Teatre Nacional de Praga (1955–1958 i 1962–1966), al Teatre Estatal d'Ostrava (1958–1962), l'Òpera Reial d'Estocolm (1966–1969), l'Òpera Estatal d'Hamburg (1969–1972), De Nederlandse Òpera d'Amsterdam (de 1972), i també la de San Francisco, Filadèlfia i Washington. El 1999 va retornar a l'Òpera Estatal de Praga on va treballar com a director tan musical fins que 2002.

## Discografia seleccionada
- Gioachino Rossini: Guillaume Tell; Supraphon (1964)
- Leoš Janáček: El cas Makropoulos; Supraphon (1967)
- Leoš Janáček: Jenůfa; Supraphon (1969)
- Leoš Janáček: La guineueta astuta; Supraphon (1972)
- Antonín Dvořák: Tres Rapsòdies eslaves, La meva casa, Variacions Simfòniques, La cançó d'un heroi, Scherzo capriccioso; Orquestra Filharmònica Txeca, Supraphon 11 0378-2 (1989)
- Georg Friedrich Händel: Música aquàtica; Supraphon (1993)
- Leoš Janáček: Jenůfa; Rècords d'EMI (1995)
- Antonín Dvořák: El diable i Catalina (2003)
- Leoš Janáček: La guineueta astuta; Orquestra i Cor del Teatre Nacional de Praga, Supraphon SU 3071-2612 (2003)
- Leoš Janáček: De la casa dels morts; Supraphon Música (2008)